# Cooch Behar
avant 1510 – 1949
Entités précédentes :
- Raj britannique

Entités suivantes :
- Inde

Le Cooch Behar est un ancien royaume puis État princier des Indes, dans le nord de l'actuel Bengale-Occidental, au confluent du Brahmapoutre et de la Teesta. Il est issu de la scission du royaume de Kamata ou de Koch à la fin du XVIe siècle, et est de ce fait lié à la région du Kamrup, dans l'Assam voisin. 

## Histoire
Bishwa Singha déplace la capitale de Chikna dans les montagnes à Hingulabas dans la plaine. Nar Nârâyan s'empare du Manipur et du Tripura les ajoutant à son royaume. Pran Nârâyan envahit Ghoraghat, le siège du pouvoir moghol au Bengale, puis en 1661 s'empare de Dacca, mais est forcé de capituler et de signer un traité de paix en 1664. En 1665, le râja Mod Nârâyan aide avec 5 000 de ses hommes le râja Ram Singh, roi d'Amber et chef des armées du sultanat de Delhi, dans sa guerre contre le râja de l'Assam. Rup Nârâyan déplace à nouveau la capitale de Atharokotha à Guriahati Gram, qui changera de nom pour celui de Cooch Behar, sur la rive est de la Torsa.
Durant le règne de Debendra Nârâyan, l'administration de l'État s'effondre et le royaume est envahi par le Bhoutan dont il devient le vassal.
Avec l'aide des Britanniques en 1772, le Cooch Bihar se libère du Bhoutan.
L'État a intégré l'État du Bengale-Occidental en 1950.

## Dirigeants: Mahârâja
- 1510 – 1523 : Chandan Nârâyan
- 1523 - 1554 : Bishwa Singha
- 1554 – 1587 : Nar Nârâyan
- 1587 – 1621 : Lakshmi Nârâyan
- 1621 – 1626 : Bir Nârâyan
- 1626 – 1665 : Pran Nârâyan
- 1665 – 1680 : Mod Nârâyan
- 1680 – 1682 : Vasudeo Nârâyan
- 1682 – 1693 : Mahendra Nârâyan
- 1693 - 1714 : Rup Nârâyan
- 1714 - 1763 : Upendra Nârâyan
- 1763 - 1765 : Debendra Nârâyan
- 1765 - 1770 : Dhairjendra Nârâyan (1er règne)
- 1770 - 1772 : Rajendra Nârâyan
- 1772 - 1775 : Dharendra Nârâyan
- 1775 - 1783 : Dhairjendra Nârâyan (2e règne)
- 1783 - 1839 : Harendra Nârâyan
- 1839 - 1847 : Shivendra Nârâyan
- 1847 - 1863 : Narendra Nârâyan (en)
- 1863 - 1911 : Nripendra Nârâyan (en)
- 1911 - 1913 : Rajendra Nârâyan (en)
- 1913 - 1922 : Jitendra Nârâyan (en)
- 1922 - 1947 : Jagaddipendra Nârâyan (en)

## Dans la culture
- Bertolt Brecht et Kurt Weill y font référence au refrain du Chant des Canons (Der Kanonen-Song), dans L'Opéra de quat'sous.